# Caldwell Esselstyn

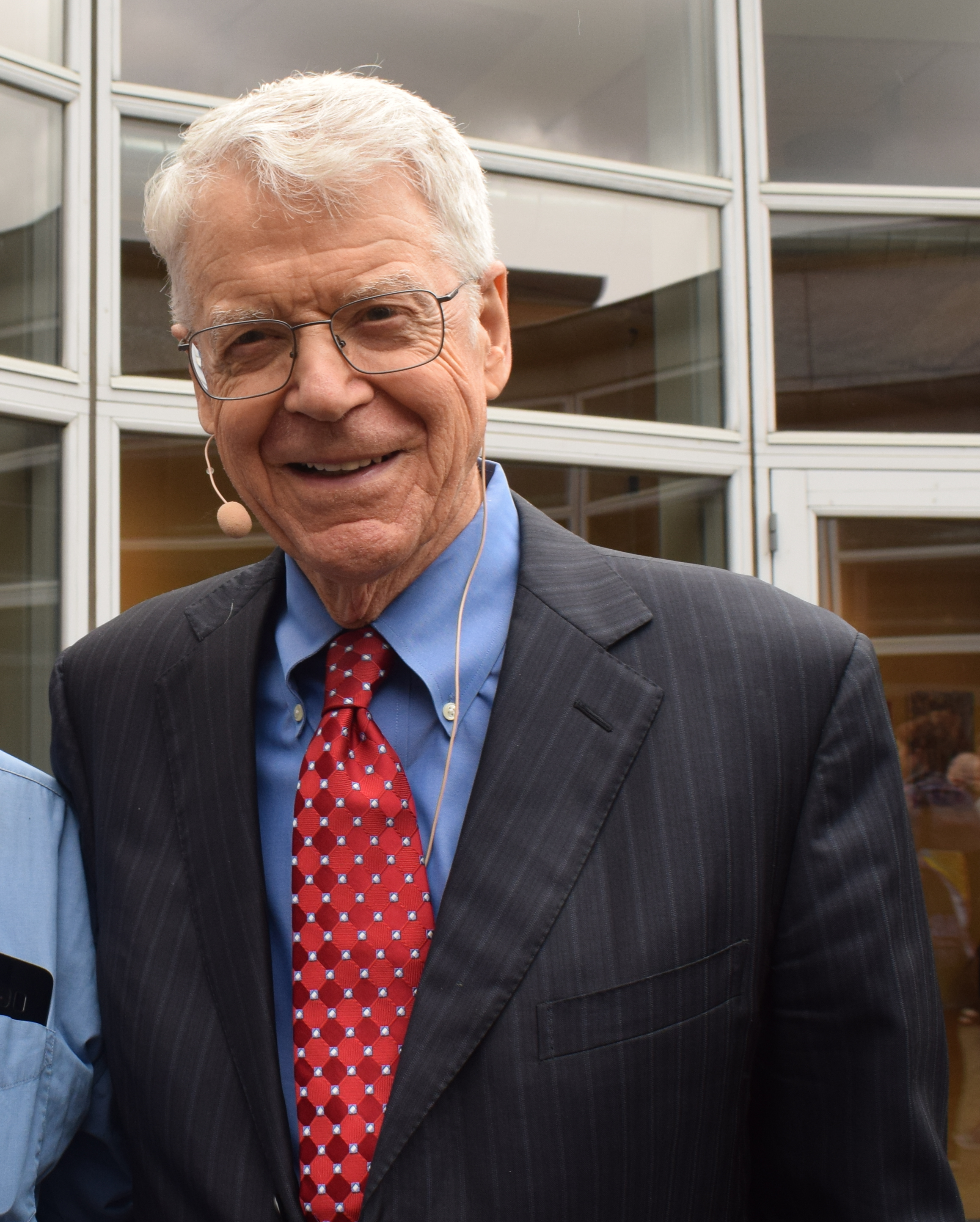
Esselstyn 2019

Caldwell Blakeman Esselstyn Jr. (* 12. Dezember 1933 in New York City) ist ein US-amerikanischer Mediziner und Teilnehmer der Olympischen Sommerspiele 1956.

## Biographie
Esselstyn besuchte die Deerfield Academy (Internat) und studierte ab 1956 Humanmedizin an der Yale University, wo er auch Mitglied der Studentenverbindung Skull and Bones war. Seinen medizinischen Berufsdoktorgrad (M.D.) erhielt er schließlich 1961 an der Case Western Reserve University. Sein Fachgebiet ist die Chirurgie.
Er nahm an den Olympischen Sommerspielen 1956 in Melbourne teil und gewann in der Disziplin Achterrennen im Rudern eine Goldmedaille.
Von 1961 bis 1968 war er für verschiedene Krankenhäuser in den Vereinigten Staaten, London und Vietnam als Arzt tätig. Ab 1968 war er für die chirurgische Abteilung der Cleveland Clinic in Ohio tätig. Innerhalb dieser war er bis 2006 als chirurgischer Leiter für Schilddrüsenerkrankungen und Brustkrebs zuständig. Von 1977 bis 1978 war er zudem Vorsitzender der Personalabteilung und von 1977 bis 1982 Mitglied des Aufsichtsrats. Seit 2009 ist er Vorsitzender der Abteilungen für Präventivmedizin und Wellness.
Esselstyn ist Mitglied im Beirat des Physicians Committee for Responsible Medicine (PCRM), einer 1985 in den USA gegründeten Organisation, die Tierversuche bekämpft und für vegane Ernährung wirbt.

## Diät für herzkranke Patienten
Aufbauend auf den Arbeiten von Campbell, Pritikin, McDougall und Ornish entwickelte Esselstyn eine vegane Diät für herzkranke Patienten. Durch diese Diät konnte er in einer Langzeitstudie mit 18 Probanden zeigen, dass die Entwicklung der Herzkrankheit aufgehalten wurde, bei einigen Patienten konnte auch eine Verbesserung der Durchblutung der Herzkranzgefäße nachgewiesen werden. Esselstyn ist einer der beiden Hauptprotagonisten in der Dokumentation Gabel statt Skalpell. Die von Esselstyn behandelten Patienten sollten tierische Produkte meiden, Fleisch, Fisch und alle Milchprodukte. Es sollen keine zusätzlichen Fette aufgenommen und raffinierte Lebensmittel gemieden werden. Herzkranke Patienten sollen zusätzlich auf Avocados und Nüsse verzichten. Esselstyn empfiehlt alle Arten von Gemüse, Vollkorngetreide und bis zu drei Portionen Obst täglich. Zusätzlich legt er verschiedene Nahrungsergänzungsmittel nahe: Multivitaminpräparate, Vitamin B12, Kalzium und Vitamin D3. Um den Tagesbedarf an Omega-3-Fettsäuren zu decken, reiche ein Esslöffel Leinsamenschrot aus.

## Auszeichnungen
2009 erhielt er den Alumnus Award der Cleveland Clinic Alumni Association.  Für seine sportlichen Leistungen wurde er 2010 mit dem Greater Cleveland Sports Hall of Fame Award ausgezeichnet. 2016 ehrte das American College of Lifestyle Medicine (ACLM) Esselstyn mit dem Lifetime Achievement Award.

## Schriften
- Surgical Management of Actively Bleeding Duodenal Ulcer. In: Surgical Clinics of North America (1976), S. 1387–1393
- Breast Cancer: An Overview. In: Surgical Clinics of North America (1978), S. 58–659
- Evaluation of Various Types of Needle Biopsies of the Thyroid. In: World Journal of Surgery (1984), S. 452–457
- A Clinical Approach to the Initial Evaluation of Thyroid Nodules. In: Modern Medicine (1987), S. 48–54
- (mit Sharon Grundfest-Broniatowski): Controversies in Breast Disease: Diagnosis and Management. Verlag Marcel Dekker Inc (1988). ISBN 0-8247-7880-4
- Updating a 12-year Experience with Arrest and Reversal Therapy for Coronary Heart Disease (An Overdue Requiem for Palliative Cardiology). In: Am J of Cardiology (1999), S. 339–341.
- Prevent and Reverse Heart Disease. Verlag Avery (2007). ISBN 1-58333-272-3
- (mit: Gene Stone und T. Colin Campbell): Forks Over Knives: The Plant-Based Way to Health (2011). ISBN 1-61519-045-7
- Michael Senoff: How To Prevent and Reverse Heart Disease: An Interview With Dr. Caldwell B. Esselstyn (2011)
- Essen gegen Herzinfarkt: Das revolutionäre Ernährungskonzept. Verlag TRIAS (2014). ISBN 978-3-8304-6908-7.